# Організація білоруських націоналістів
Організація білоруських націоналістів (ОБН) (біл. Арганізацыя беларускіх нацыяналістаў) — білоруська нелегальна конспіративна організація, метою якої було відродження білоруської державності принаймні в рамках спільної білорусько-польської федерації. Також відома як Партія білоруських націоналістів (ПБН) (біл. Партыя беларускіх нацыяналістаў.

## Діяльність
Організація була створена в 1940 році у Варшаві. Влітку 1941 року вона перевезла свою діяльність до Білорусі. За деякими даними, в 1942 році ОБН налічував 500 осіб. Його очолював ЦК. Головою ЦК ОБН є Ян Станкевич.
ОБН вів переговори з польською підпільною Армією Крайової про співпрацю, «польсько-білоруську федерацію» і навіть створення білорусько-польських партизанських загонів. Однак контакти з польським опором не дали жодних результатів.
У 1943 році ОБН приєднався до підпільного Білоруського національно-демократичного союзу (БНДС) і був його головною силою. Досі невідомо, що робили ОБН та БНДС, окрім контактів з польським підпіллям. Після смерті Вацлава Івановського в Мінську в грудні 1943 р. Та виїзду Яна Станкевича до Чехії ОБН-БНДС фактично припинила своє існування. Багато членів організації, які працювали в цивільній адміністрації та в школі, влітку 1944 року виїхали на Захід. Нечисленні, хто залишився на батьківщині, могли долучитися до руху опору, організованого Білоруською партією незалежності.